# Nederlanders in het Russische voetbal
Nederlanders in het Russische voetbal geeft een overzicht van Nederlanders die een contract hebben (gehad) bij Russische voetbalclubs uit de hoogste drie divisies.

## Voetballers
| Naam                   | Club                                | Van       | Tot        | Opmerkingen                                  |
| ---------------------- | ----------------------------------- | --------- | ---------- | -------------------------------------------- |
| Guus Til               | Spartak Moskou                      | 2020      | 2022       |                                              |
| Tonny Trindade Vilhena | FK Krasnodar                        | 2019      | 2022       |                                              |
| Fernando Ricksen       | FK Zenit Sint-Petersburg            | 2006      | 2009       |                                              |
| Demy de Zeeuw          | Spartak Moskou                      | 2011      | 2013       |                                              |
| Mbark Boussoufa        | Anzji Machatsjkala/Lokomotiv Moskou | 2011      | 2016       |                                              |
| Gianluca Nijholt       | Amkar Perm                          | 2012      | 2015       |                                              |
| Royston Drenthe        | Alania Vladikavkaz                  | 2013      | 2013       |                                              |
| Otman Bakkal           | Dinamo Moskou                       | 2012      | 2013       |                                              |
| Romeo Castelen         | Volga Nizjni Novgorod               | 2012      | 2013       |                                              |
| Alexander Büttner      | FC Dinamo Moskou                    | 2014      | 2016       |                                              |
| Quincy Promes          | Spartak Moskou                      | 2014 2021 | 2018 Heden |                                              |
| Jorrit Hendrix         | Spartak Moskou                      | 2021      | 2022       |                                              |
| Glenn Bijl             | Krylja Sovetov Samara               | 2021      | Heden      |                                              |
| Gyrano Kerk            | Lokomotiv Moskou                    | 2021      | Heden      | Verhuurd aan Royal Antwerp FC van 2022-Heden |
| Rai Vloet              | FK Oeral                            | 2022      | Heden      |                                              |

## Hoofdtrainers
| Naam          | Club                     | Van  | Tot  | Opmerkingen |
| ------------- | ------------------------ | ---- | ---- | ----------- |
| Dick Advocaat | FK Zenit Sint-Petersburg | 2006 | 2008 |             |
| Guus Hiddink  | Anzji Machatsjkala       | 2012 | 2013 |             |

## Overige functies
| Naam             | Club                     | Van  | Tot  | Functie                               |
| ---------------- | ------------------------ | ---- | ---- | ------------------------------------- |
| Cor Pot          | FK Zenit Sint-Petersburg | 2006 | 2009 | assistent-trainer                     |
| Henk van Stee    | FK Zenit Sint-Petersburg | 2011 | 2016 | Hoofd opleidingen/technisch directeur |
| Ton du Chatinier | Anzji Machatsjkala       | 2012 | 2013 | assistent-trainer                     |
| Nico Labohm      | Dinamo Moskou            | ?    | ?    | Hoofd opleidingen                     |
| Arno Philips     | Anzji Machatsjkala       | 2011 | 2013 | Conditietrainer                       |
| Chima Onyeike    | Anzji Machatsjkala       | 2011 | 2013 | Hersteltrainer                        |
| Jelle Goes       | Anzji Machatsjkala       | 2012 | 2013 | technisch directeur                   |

Voetbalbonden ·
Albanië ·
Angola ·
Armenië ·
Australië ·
Azerbeidzjan ·
Bahrein ·
België ·
Bhutan ·
Bulgarije ·
Canada ·
China ·
Congo-Kinshasa · 
Cyprus ·
Denemarken ·
Duitsland ·
Egypte ·
Engeland ·
Estland ·
Ethiopië ·
Faeröer ·
Filipijnen ·
Finland ·
Frankrijk ·
Georgië ·
Ghana ·
Griekenland ·
Hongarije ·
Hongkong ·
Ierland ·
IJsland ·
Indonesië ·
Iran ·
Israël ·
Italië ·
Japan ·
Kazachstan ·
Koeweit ·
Litouwen ·
 Luxemburg ·
Maleisië ·
Malta ·
Marokko ·
Mexico ·
Namibië ·
Nieuw-Zeeland ·
Noorwegen ·
Oekraïne ·
Oezbekistan ·
Oostenrijk ·
Polen ·
Portugal ·
Qatar ·
Roemenië ·
Rusland ·
Rwanda ·
Saoedi-Arabië ·
Schotland ·
Singapore ·
Slovenië ·
Slowakije ·
Spanje ·
Tanzania ·
Turkije ·
Tuvalu ·
VAE ·
Venezuela ·
Verenigde Staten ·
Vietnam ·
Zimbabwe ·
Zuid-Afrika ·
Zuid-Korea ·
Zweden ·
Zwitserland